# Benedizione apostolica
La benedizione apostolica (o benedizione papale) è una speciale benedizione, propria della Chiesa cattolica. Essa ha nel papa la propria fonte; è detta "apostolica" perché il sommo pontefice è vescovo di una chiesa apostolica, la Chiesa di Roma, fondata dagli apostoli Pietro e Paolo.

## Ministro
Può essere impartita dal papa, da un vescovo residenziale di una diocesi o dal titolare di una chiesa particolare assimilata alla diocesi nell'ambito della liturgia o inviata per iscritto dal papa a quanti ne facciano richiesta alla Elemosineria apostolica per occasioni particolari, come celebrazioni di sacramenti, ricorrenze giubilari, ecc..
Una particolare forma di benedizione apostolica è la benedizione Urbi et Orbi, impartita dal papa in alcune occasioni, come la sua elezione al soglio pontificio e nei giorni di Natale e Pasqua. Alla benedizione Urbi et Orbi è annessa l'indulgenza plenaria.

## Storia
Inizialmente la benedizione apostolica era riservata al papa. Fu concessa ai crociati o ai pellegrini che morivano durante il viaggio per ottenere l'indulgenza dell'anno santo. Successivamente i papi Clemente IV (1265-1268) e Gregorio XI (1370-1378) la estesero alle vittime della peste. Queste concessioni col tempo divennero sempre più frequenti, ma erano limitate nel tempo o riservate ai vescovi. Poiché poche persone potevano godere di questa grazia, il papa Benedetto XIV (1740-1758) con la costituzione Pia Mater nel 1747, concesse la facoltà di impartire la benedizione apostolica a tutti i vescovi, assieme alla possibilità di suddelegare la medesima facoltà ai sacerdoti.
Prima della riforma liturgica avviata dal Concilio Vaticano II, la benedizione papale con annessa indulgenza plenaria in articulo mortis veniva impartita dal sacerdote a conclusione del rito dell'Estrema Unzione; l'attuale Rito dell'Unzione e cura pastorale degli infermi al nº 155 prevede ancora l'indulgenza plenaria che viene concessa, in virtù della facoltà ricevuta dalla Sede Apostolica, dal sacerdote mediante la benedizione che però non è più detta "benedizione papale".
Un caso del tutto singolare era la possibilità per il sacerdote novello di impartire la benedizione papale, con annessa indulgenza plenaria, nell'occasione della celebrazione della sua prima Messa solenne. Tale facoltà non è più prevista dal Benedizionale, mentre il Manuale delle indulgenze pubblicato nel 1968 stabilisce che l'indulgenza plenaria è concessa, alle solite condizioni, al sacerdote novello in occasione della celebrazione della sua Prima Messa solenne e a quanti vi assistono.
Diversamente dalle indulgenze al tempo di Lutero, le benedizioni apostoliche sono amministrate dietro offerta libera dalla Elemosineria Apostolica, destinata alla carità ai poveri in nome del pontefice.
Le pergamene di benedizione sono state interessate nel 2015 da un clamoroso caso di contraffazione da parte di una tipografia non distante dai confini con lo Stato del Vaticano.

## Testo
Quando il papa impartisce la benedizione apostolica Urbi et Orbi usa il formulario apposito. In tutti gli altri casi (sia nella liturgia alla benedizione finale della Messa o di un'altra celebrazione liturgica sia al termine di una celebrazione di preghiera come la Via Crucis e l'Angelus) usa il testo seguente che è quello della benedizione impartita da un vescovo. 
℟. Et cum spiritu tuo.
℣. Sit nomen Domini benedictum.
℟. Ex hoc nunc et usque in sæculum.
℣. Adiutorium nostrum in nomine Domini.
℟. Qui fecit caelum et terram.
℣. Benedicat vos omnipotens Deus, Pater, et Filius, et Spiritus Sanctus.
℟. Amen.»
℟ E con il tuo spirito.
℣ Sia benedetto il nome del Signore.
℟ Ora e sempre.
℣ Il nostro aiuto è nel nome del Signore.
℟ Egli ha fatto cielo e terra.
℣ Vi benedica Dio onnipotente, Padre, e Figlio, e Spirito Santo.
℟ Amen.»

## La benedizione apostolica impartita da un vescovo diocesano o equiparato
Gli altri prelati equiparati dal diritto ai vescovi diocesani, anche se privi della dignità episcopale, possono, fin dall'inizio del loro servizio pastorale, impartire la benedizione apostolica con l'annessa indulgenza nell'ambito dei loro territorio tre volte l'anno, nelle festività solenni di loro scelta.

La benedizione apostolica viene impartita alla fine della messa al posto della benedizione consueta. Ad essa si fa riferimento nell'atto penitenziale all'inizio della celebrazione eucaristica.»
(Benedizionale, nn. 1955)

### Svolgimento del rito

#### Esortazione al pentimento
Viene pronunciata da un ministro idoneo sostituendo la breve presentazione della messa del giorno e l'introduzione all'atto penitenziale. Con essa, si avvertono i fedeli del privilegio che verrà loro concesso e li si invita a pentirsi prima di ricevere tale benedizione speciale.
(Benedizionale, 1956)

#### Conclusione dell'Atto penitenziale
Al posto della solita assoluzione, il vescovo presidente assolve l'assemblea con questa particolare formula: 
della beata sempre Vergine Maria,
dei santi Apostoli Pietro e Paolo,
[di san N. santo del giorno o patrono]
e di tutti i santi,
Dio onnipotente e misericordioso
vi conceda un tempo favorevole
per un sincero e fruttuoso pentimento,
la continua conversione del cuore,
il rinnovamento della vita,
la perseveranza nelle opere buone,
perdoni i vostri peccati
e vi conduca alla vita eterna.
R. Amen.»
(Benedizionale, 1957)

#### Annuncio della benedizione
Immediatamente dopo l'Orazione dopo la Comunione, il vescovo mette la mitria e il diacono annuncia la benedizione.
per grazia di Dio e designazione della Sede Apostolica 
vescovo di questa santa Chiesa che è in N.,
a nome del Romano Pontefice
impartirà la benedizione con l'indulgenza plenaria
a tutti i fedeli
che, animati da sincero pentimento,
confessati e comunicati,
hanno partecipato a questa celebrazione.
Pregate Dio per il beatissimo nostro Papa N.,
per il nostro Vescovo N.,
per la santa Madre Chiesa
e impegnatevi a vivere santamente
in piena comunione con Dio e con i fratelli.»
(Benedizionale, 1959)

#### Benedizione
La pronuncia il vescovo con facoltà per il diacono di dire "Inchinatevi per la benedizione" dopo il saluto. Dopo il saluto e prima della benedizione, si dice la formula solenne di benedizione come riportata nel Messale Romano, omettendo ovviamente la parte conclusiva (cfr. Benedizionale, 1960-1962)
R. E con il tuo spirito
("Inchinatevi per la benedizione".
Formula di benedizione solenne propria del giorno come indicato nel Messale)
V. Per intercessione dei Santi apostoli Pietro e Paolo, vi benedica Dio Onnipotente, Padre †, Figlio †, e Spirito Santo †.
R. Amen.»
(Benedizionale 1962)